# Microstomum lucidum
Microstomum lucidum is een platworm (Platyhelminthes). De worm is tweeslachtig. De soort leeft in het zoute water.
Het geslacht Microstomum, waarin de platworm wordt geplaatst, wordt tot de familie Microstomidae gerekend. De wetenschappelijke naam van de soort werd voor het eerst geldig gepubliceerd in 1898 door Fuhrmann.